# Niedervellmar
Niedervellmar ist ein Ortsteil der Gemeinde Vellmar im nordhessischen Landkreis Kassel.
Der Ort liegt 4,6 km nordnordwestlich von Kassel in Nordhessen.

## Geschichte
Erstmals urkundlich erwähnt wird das Dorf im Jahre 775. 1107 werden zum ersten Mal zwei Orte Vellmar genannt.
In erhaltenen Urkunden wurde Niedervellmar unter den folgenden Namen erwähnt (in Klammern das Jahr der Erwähnung):
- Filmare, in (775–786) [unklar, ob auf dieses oder auf Obervellmar zu beziehen; Kopialbuch Mitte 12. Jh. Urkundenbuch der Reichsabtei Hersfeld 1,1, Nr. 38 (2); Breviarium sancti Lulli, S. 18]
- Filumari (um 1000) (Dronke, Traditiones cap. 41, 44)
- Vilemar (1061) (ZHG 36, 275)
- Velmari, de (1146) (UA Hersfeld)
- Velmar (1309) (Roques, Urkundenbuch Kloster Kaufungen 1, Nr. 117)
- inferior Velmar (1240) (Klosterarchive 2: Klöster, Stifter und Hospitäler der Stadt Kassel und Kloster Weißenstein, Nr. 1392)
- Nidern Velmar (1338)
- Nieder-Vellmar
- Vellmar, Nieder-

## Infrastruktur und Verkehr
In Niedervellmar gibt es eine Grundschule, eine städtische Kindertagesstätte und eine Mehrzweckhalle.
Im Westen verläuft die Bundesstraße 7 und durch den Ort führt die Landesstraße 3386.
Der Ort hat einen Haltepunkt an der Bahnstrecke der Hannöverschen Südbahn, der von der NVV-Linie RB83 bedient wird.
| Linie | Verlauf | Takt   |
| ----- | --- | ------ |
| RB83  | Göttingen – Friedland (Han) – Eichenberg – Witzenhausen Nord – Gertenbach – Hedemünden – Hann Münden – Speele – Fuldatal-Ihringshausen – Vellmar-Niedervellmar – Kassel Hbf (fährt im Abschnitt Göttingen – Eichenberg mit RB87 vereinigt) Stand: Fahrplanwechsel Dezember 2021 | 60 min |